# 251 (عدد)
251 هو عدد صحيح  طبيعي بين 250 و252

## في الرياضيات

### خصائص
- 251 عدد أولي
- 251 عدد فردي
- 251 عدد ناقص